# Семити
Семити (Семићани) или семитски народи, су стара група народа сродних по језику, етничком пореклу и антрополошким особинама. Насељавају источне обале Медитеранског басена, земље Блиског и Средњег истока као и северну Африку. Ова терминологија се сада углавном не користи изван груписања „семитских језика“ у лингвистици. Први пут коришћена током 1770-их од стране чланова Гетингенске школе историје, ова библијска терминологија за расу изведена је од Шема (хебр. שֵׁם), једног од три Нојева сина у Књизи постања, заједно са паралелним терминима Хамити и Јафетити.
Преко две хиљаде година су Јевреји живели далеко од своје првобитне отаџбине. Семитска историја и семитска религија су се највише удаљиле од својих корена преко хришћанства. Семитска култура је, осим тога, допрла далеко ширењем ислама. Све три западне религије: јудаизам, хришћанство и ислам – имају семитску основу. И света књига Куран и Стари завет су написани на сродним семитским језицима. Из Старог завета има тако исти језички корен као Алах, реч коју муслимани користе за бога. Када је реч о хришћанству, ствар је већ другачија. Такође и хришћанство има семитску основу, али је Нови завет написан грчком језику, а када је обликована хришћанска теологија и или веронаука, њу су означили грчки и латински језик и хеленистичка филозофија. Семити су се за разлику од Индоевропљана рано определили за једног бога. То се назива монотеизам. Под семитске народе, кроз историју су се побрајали Акађани (Асирци и Вавилонци), Арамејци (Сиријци) и Кананити (Јевреји, Феничани, Моабити и Аморити). Данас се под Семитима подразумевају углавном савремени Арапи, Јевреји и Малтежани.

## Етничка припадност и раса
Термин семитски у расном смислу сковали су чланови Гетингенске школе историје током раних 1770-их. Други чланови Гетингенске школе историје сковали су посебан термин белац током 1780-их. Ове термине су користили и развили бројни други научници током следећег века. Почетком 20. века, псеудонаучне класификације Карлетона С. Куна укључиле су семитске народе у кавкаску расу, као сличне по изгледу индоевропским, северозападнокавказским и народима који говоре картвелски. Због преплитања проучавања језика и културологије, термин је почео да се примењује и на религије (старосемитске и абрахамске) и етничке групе различитих култура које су повезане географском и лингвистичком дистрибуцијом.

## Антисемитизам
Изрази „антисемита“ или „антисемитизам“ дошли су заобилазним путем да се уже односе на свакога ко је био непријатељски или дискриминаторски настројен према Јеврејима посебно.
Антрополози 19. века, као што је Ернест Ренан, лако су ускладили лингвистичке групе са етничком припадношћу и културом, позивајући се на анегдоте, науку и фолклор у својим настојањима да дефинишу расни карактер. Мориц Штајншнајдер, у свом часопису о јеврејским писмима Хамаскир (3 (Берлин 1860), 16), разматра чланак Хајмана Штајнтала који критикује Ренанов чланак „Нова разматрања општег карактера семитских народа, посебно њихове склоности ка монотеизму”. Ренан је признао важност древних цивилизација Месопотамије, Израела итд, али је семитске расе назвао инфериорним у односу на аријевске због њиховог монотеизма, за који је сматрао да произлази из њихових наводних пожудних, насилних, бескрупулозних и себичних расних инстинкта. Штајнтал је ове предиспозиције сажео као „семитизам“, те је Штајншнајдер окарактерисао Ренанове идеје као „антисемитске предрасуде“.
Године 1879, немачки новинар Вилхелм Мар започео је политизацију појма говорећи о борби између Јевреја и Немаца у памфлету под називом Der Weg zum Siege des Germanenthums über das Judenthum („Пут до победе германизма над јудаизмом“). Оптужио је Јевреје да су либерали, народ без корена који је јудаизирао Немце ван спасења. Године 1879, Марове присталице су основале „Лигу за антисемитизам“, која се у потпуности бавила антијеврејским политичким деловањем.
Замерке на употребу термина, као што је застарела природа термина „семитски“ као расног термина, постављају се најмање од 1930-их.